# Federico Mazur
Federico Mazur (Buenos Aires, Argentina; 14 de mayo de 1993) es un futbolista argentino. Juega de defensa y su equipo actual es Gimnasia y Esgrima de Mendoza que disputa la Primera Nacional de Argentina. 
Su representante es Darío Mazur, quien también es su padre. Su hermano mayor, es el también futbolista Rodrigo Mazur.[cita requerida]

## Trayectoria

### Inferiores en All Boys, KS Shkumbini y SC Espinho
Realizó todas las inferiores en el All Boys. En el año 2013, queda libre sin haber disputado un solo partido.[cita requerida]
Llega en el año 2013, después de haber estado colgado en All Boys, fue producto de una negociación de su representante Darío Mazur en la que tanto Federico Mazur como Diego Rovira llegan al club.
Tras su paso por Albania firma por el SC Espinho para disputar la Segunda División de Portugal.[cita requerida]

### Camioneros, Ferro Carril Oeste y Estudiantes de Caseros
Llega al club a mediados del 2015, para disputar el Torneo Argentino B después de su aventura en el fútbol europeo.
Se incorporó al club a préstamo por 18 meses en enero del 2016.
En agosto de 2016, arribó a Estudiantes de Caseros para disputar el Campeonato 2016/17 de la Primera B, siendo esta la Tercera División de Argentina. Disputó la mayoría de los partidos como titular, resultando uno de los pilares del equipo. En 2017, no renovó contrato al no ser tenido en cuenta, una vez más, para la nueva temporada.[cita requerida]

### UAI Urquiza
En 2017, arregló su incorporación a UAI Urquiza.[cita requerida]

## Clubes
| Club                   | País      | Año           | PJ | Goles | Prom. |
| ---------------------- | --------- | ------------- | -- | ----- | ----- |
| KS Shkumbini           | Albania   | 2013-2014     | 8  | 0     | 0,00  |
| SC Espinho             | Portugal  | 2014-2015     | 6  | 0     | 0,00  |
| Deportivo Camioneros   | Argentina | 2015          | 4  | 0     | 0,00  |
| Ferro Carril Oeste     | Argentina | 2016          | 3  | 0     | 0,00  |
| Estudiantes de Caseros | Argentina | 2016-2017     | 24 | 1     | 0,04  |
| UAI Urquiza            | Argentina | 2017-2018     | 28 | 5     | 0,18  |
| Temperley              | Argentina | 2018-2019     | 24 | 4     | 0,17  |
| Gimnasia de Mendoza    | Argentina | 2019-presente | 0  | 0     | 0,00  |